# Доситеево
Доситеево е село в Южна България. То се намира в община Харманли, област Хасково. Със старо име Сюли кьой, Доситеево е в пределите на България от 1885 г. (т.е. от Съединението нататък, а преди това е било част от автономната в границите на Османската империя област Източна Румелия). 
Наименованието на селото идва от името на архимандрит Доситей, допринесъл много за църковната борба на българите. Ранен от турците, той се лекува в селото, после е погребан в Рилския манастир. 

## География и забележителности
Доситеево се намира в крайните югозападни части на Сакар планина по долината на река Марица. Климатът е характерен със  Лятото в селото е сухо и горещо, зимата - мека . Основният поминък на жителите му са земеделието и скотовъдството. От земеделските култури най-отглеждани са: домати, краставици, дини, пъпеши и пшеница. Меката зима спомага за отглеждането на някои по-екзотични за България растения, като смокиня, нар, сусам и др. Селото има дългогодишни традиции в лозаро-винарския сектор със сортове като „Мерло“ и „Каберне Совиньон“. Селото се отличава с чистия си въздух, а близостта на река Марица и Селския язовир предразполагат за развитието на риболовния туризъм.
Традиционен празник в това китно селце с православно население е 1 май (Еремия), където всяка година във всяка къща се коли агне за здраве и берекет, но официалният му е 1 ноември, когато в селото се събират за да се видят роднини и приятели. Във всяка къща се приготвят вкусни гозби/ястия и се яде и пие до късно през нощта, когато на мегдана/площада (кметството, църквата и читалището се намират в центъра на селото) се вият кръшни хора. Ежегодно се провеждат два фолклорни фестивала – Фестивал на сусама (през м. юли) и фестивал „Песни край Марица“ (през м. октомври). Сред местните деликатеси са доситеевските карталаци – баница от тесто с мая, със сирене и мас, изпечени на подница. Друг деликатес от Доситеево са сиропираните сусамени пити, които се раздават при прохождането на децата.
Селската църква „Св. Иван Рилски“ има интересна архитектура. Според надписа на самата църква, тя е построена през 1836 г. от майстор дядо Кузман. Иконостасът е без дърворезба, а иконите са дарения, като най-старата е датирана от 1872 г., а останалите от 1873, 1878. Иконата „Богородица с младенеца“ от 1878 г. има меден обков по ръцете на Богородица. Няма стенописи, а надписите на мраморния олтар са заличени с цимент.

## История
В близост до селото е крепостта Кастра Рубра, изградена на стария римски път за Константинопол. Тя е била крайпътна станция (мансио), служеща за смяна на конете на римската държавна поща. В околностите на селото има руини на тракийски и византийски селища. Един от най-интересните обекти в землището на селото е тракийското светилище Хасарчето или Кончето. По своя характер това са скални образувания, надвиснали над Балъчката река и свързани с тясно седло с височините северозападно от селото. По разположението си реката и скалите наподобяват разположението на Янтра и Царевец при Велико Търново – светилището е високо горе, обхващащо една скална китка, надвиснала над реката. Преди години в ниското е имало воденица, правени са и опити да се отведе водата с каменна вада, но това се оказва непосилно. Проучвания на археолога Б. Бориславов показват, че светилището е съществувало през ранножелязната епоха, може би и по-рано - през бронзовата. Като култови места са използвани и скалните площадки оттатък река. Специфичността на светилището подсказва един активен култов живот в района, в който хората са почитали скалите, от които са отправяли своите молитви и жертвоприношения към почитаните божества.
Самото село, според фолклорната му история се е местило на 3 места:
- Първо - на мястото, където е язовирът. Оттам е минавал пътя на турската хазна, но понеже тя е нападната, селяните са прогонени от турците.
- Второ - в местността Юртето, където са сегашните гробища, в които най-ранния гроб е от 1877 г. Там селяните страдат от притеснения от страна на турците и затова пак се местят.
- Трето - днешното място, като първите заселници тук са били Чукалците.

По предание се знае и че двама хайдушки войводи – Станко и Стратия, баща и син - са били от с. Доситеево и всявали с храбростта си толкова голям страх сред турците, че те дори не смеели да се отбият в селото. Дружината им напада (например при Халитовата кория край днешното село Георги Добрево, когато хайдутите избиват охраната й и прибират всичките пари и ценности) и султанската поща, която се движи от Цариград за Русе и обратно. Плячката те делят с бедните селяни, а я използват и за леене на сачми. Според преданието Станко се криел в една пещера, която после нарекли на името му и където и загинал, внезапно обграден от потеря (пратен да го преследва отряд) и той се хвърлил от скалата, за да не попадне жив в ръцете на враговете си. Синът му Стратия, известен като „Крилатият хайдутин“, а от другарите си наричан Мечката, също е гонен от многобройна потеря (за него е издаден специален султански ферман да го заловят и набият на кол). Прострелват го в местността Мечкин дол край с. Доситеево. Тялото му е насечено и разхвърляно из храстите, а главата - набучена на кол е поставена край селото, за страх и назидание на жителите и гостите му, на място за което се е запазило наименованието  Стратиевата връзка. С това родът на двамата хайдути, станал известен като Разбойникови, не свършва, защото за да се спасят от отмъщението на развилнелите се след смъртта на Стратия турци, жена му Добра и оцелелите му синове забягват в Свиленград. Потомците им вземат дейно участие в църковните борби за независимост, в борбите срещу турците, а по-късно - и в Илинденско-Преображенското въстание.

## Личности
Родени в Доситеево
- Кирил Петков (1933 – 2019), български борец, олимпийски медалист
- Янко Добрев (1921 – 1994), български поет и белетрист